# Kai Meriluoto
Kai Meriluoto (Siuntio, 2 de enero de 2003) es un futbolista finlandés que juega en la demarcación de delantero para el IFK Värnamo de la Allsvenskan.

## Selección nacional
Tras jugar en varias categorías inferiores de la selección, finalmente hizo su debut con la selección de fútbol de Finlandia en un partido amistoso contra Suecia que finalizó con un resultado de 2-0 a favor del combinado sueco tras los goles de Christoffer Nyman y Joel Asoro.

## Clubes
| Club                      | País      | Año       | Partidos | Goles |
| ------------------------- | --------- | --------- | -------- | ----- |
| Klubi-04                  | Finlandia | 2019-2020 | 27       | 21    |
| HJK Helsinki              | Finlandia | 2020      | 3        | 1     |
| Klubi-04                  | Finlandia | 2021      | 27       | 8     |
| FC Ilves Tampere (cedido) | Finlandia | 2022      | 29       | 12    |
| HJK Helsinki              | Finlandia | 2023      | 20       | 5     |
| Stal Mielec (cedido)      | Polonia   | 2023-2024 | 26       | 3     |
| Klubi-04                  | Finlandia | 2024      | 1        | 1     |
| HJK Helsinki              | Finlandia | 2024-2025 | 16       | 3     |
| N. K. Maribor (cedido)    | Eslovenia | 2025      | 15       | 4     |
| HJK Helsinki              | Finlandia | 2025      | 7        | 3     |
| IFK Värnamo               | Suecia    | 2025-     |          |       |

## Palmarés

### Títulos nacionales
| Título                       | Club         | País      | Año  |
| ---------------------------- | ------------ | --------- | ---- |
| Copa de la Liga de Finlandia | HJK Helsinki | Finlandia | 2023 |